# تهم‌رییش ۵۹۰
سیارک ۵۹۰ (به انگلیسی: 590 Tomyris، نامگذاری:1906TO) پانصد و نودمین سیارک کشف شده‌است که در ۴ مارس ۱۹۰۶ و در هایدلبرگ کشف شد.
قدر مطلق سیارک برابر ۹٫۹۰ است.

## نامگذاری
تهم‌رییش شهبانوی تیره ای ایرانی‌تبار و ایرانی‌زبان به نام ماساگت‌ها بود که در حدود سال ۵۳۰ پیش از میلاد فرمانروای قوم خود بود.